# Yougov
Yougov, i marknadsföringssyfte skrivet YouGov, är ett internationellt marknadsundersökningsföretag med huvudkontor i Storbritannien. Företaget grundades i maj 2000, och finns på den nordiska marknaden sedan 2007, då man förvärvade danska Zapera. Yougovs undersökningar utförs via internet bland en panel av frivilliga, varefter resultaten viktas på demografiska grunder.
Yougov producerar bland annat månatliga opinionsundersökningar inför det svenska riksdagsvalet. Dessa presenterades tidigare huvudsakligen i den i Sverige nedlagda gratistidningen Metro.